# Карибский испанский

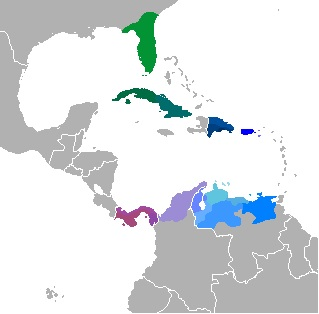
Территориальное распространение карибских диалектов испанского языка

Карибский испанский (исп. español caribeño) — группа диалектов, а также языковых вариантов испанского языка в странах бассейна Карибского моря (Куба, Доминиканская Республика, Пуэрто-Рико, а также прибрежных территорий республик Венесуэла, Колумбия, Панама, ранее также на полуострове Юкатан, Мексика. Самый характерный представитель карибского испанского — кубинский диалект. Особым своеобразием также отличается пуэрто-риканский испанский.

## История
Как особая диалектная группа карибский испанский начал формироваться с конца XV века. В его основу лег андалузский диалект кастильского (испанского) языка. Вместе с диалектами Андалусии, а также Аргентины («портеньо»), карибский испанский составляет так называемый прибрежный испанский (костеро). Им противостоит континентальный испанский (альто): испанский язык в Мексике, перуанский испанский и проч.

## Характеристика
Карибский испанский отличается от стандартного литературного языка в первую очередь своей фонетикой, в особенности эмфазой гласных звуков и леницией согласных. Его основные черты:
- Выпадение конечных /s/, /d/ и /r/ (mitad [mita] 'половина') comer [kome] 'есть'
- Лениция интервокальных согласных: cansado /kansau/ ('усталый'), nada /na’a/ ('ничего'), и perdido /perdio/ ('потерянный')
- Назализация гласных перед /m/ и /n/: ven [bẽ] 'иди'
- Смешение /r/ и /l/: ayer > ayel 'вчера', смешение arma 'оружие' и alma 'душа'
- Переход /s/ в /h/ перед согласными: costa > cohta 'берег' (так наз. дебуккализация)
- Имеется много специфических лексем-экзотизмов.